# Джанадия
Джанадия или Эль-Джанад (араб. الجند‎) — деревня на юго-западе Йемена, на территории мухафазы Таиз.

## Географическое положение
Деревня находится в северо-восточной части мухафазы, в горной местности йеменского хребта, на высоте 1421 метра над уровнем моря.
Джанадия расположена на расстоянии приблизительно 13 километров к северо-востоку от Таиза, административного центра мухафазы и на расстоянии 177 километров к югу от Саны, столицы страны.

## Население
По данным переписи 2004 года численность населения Джанадии составляла 1611 человек.

## Транспорт
Ближайший аэропорт — Международный аэропорт Таиза.